# هيلد جيرالد الكسندر
هيلد جيرالد الكسندر (بالألمانية: Alexander Held)‏ (و. 1958  م) هو ممثل ألماني، ولد في ميونخ.

## وصلات خارجية
- هيلد جيرالد الكسندر على موقع IMDb (الإنجليزية)
- هيلد جيرالد الكسندر على موقع مونزينجر (الألمانية)
- هيلد جيرالد الكسندر على موقع ألو سيني (الفرنسية)
- هيلد جيرالد الكسندر على موقع أول موفي (الإنجليزية)
- هيلد جيرالد الكسندر على موقع قاعدة بيانات الأفلام السويدية (السويدية)
- هيلد جيرالد الكسندر على موقع قاعدة بيانات الفيلم (الإنجليزية)
- هيلد جيرالد الكسندر على موقع كينوبويسك (الروسية)